# Neoduma strongyla
Neoduma strongyla är en fjärilsart som beskrevs av Turner. Neoduma strongyla ingår i släktet Neoduma och familjen björnspinnare. Inga underarter finns listade i Catalogue of Life.